# 충주공업고등학교
충주공업고등학교(忠州工業高等學校)는 대한민국 충청북도 충주시 용산동에 있는 공립 고등학교이다.

## 학교 연혁
- 1979년 11월 30일 : 충주공업고등학교 설립인가
- 1980년 3월 2일 : 토목과, 건축과 2, 3학년 각 2학급
- 1980년 3월 7일 : 개교 및 입학식
- 2002년 9월 1일 : 기계과 1학급 감축인가
- 2003년 9월 8일 : 전자과를 정보전자과로 기계과를 자동화기계과로 학과개편(2학급)
- 2007년 3월 1일 : 건축과를 건축디자인과로 학과개편
- 2007년 6월 26일 : 특성화 전문계고 육성사업 대상교 선정
- 2008년 3월 1일 : 토목과를 건설정보과로 학과개편(2학급)
- 2010년 3월 1일 : 정보전자과를 시스템전자과로 학과개편(2학급)
- 2021년 3월 1일 : 건설정보과를 토목시스템과로 학과개편(2학급)
- 2023년 3월 1일 : 시스템전자과를 전기전자과로 학과개편(2학급)
- 2024년 1월 2일 : 제44회 졸업생(136명, 졸업생 누계 13,252명)
- 2024년 3월 4일 : 신입생 148명 입학
- 2024년 9월 1일 : 제21대 장영 교장 취임

## 설치 학과
- 전기전자과
- 자동화기계과
- 건축디자인과
- 시스템전자과
- 토목시스템과

## 참고 자료
- 충주공업고등학교 - 한국교육학술정보원 학교알리미